# Basiloterus
Basiloterus hussaini
Genre
Espèce
Basiloterus est un genre fossile de cétacés de la famille également fossile des Basilosauridae. Il n’est représenté que par une seule espèce qui a vécu lors du Bartonien, Basiloterus hussaini.

## Classification
Basiloterus est décrit pour la première fois en 1997, sur la base de deux vertèbres trouvées dans la formation de Drazinda, dans le Pakistan actuel, datant de la fin de l’Éocène moyen,,.

### Publication originale
- (en) Philip D. Gingerich, Muhammad Mashhood Arif, M. Akram Bhatti, M. Anwar et William J. Sanders, « Basilosaurus drazindai and Basiloterus hussaini, New Archaeoceti (Mammalia, Cetacea) from the Middle Eocene Drazinda Formation, with a Revised Interpretation of Ages of Whale-Bearing Strata in the Kirthar Group of the Sulaiman Range, Punjab (Pakistan) », Contributions from the Museum of Paleontology, University of Michigan, 1997, vol. 30, n. 2, p. 55-81, hdl:2027.42/48652 (OCLC 742731913).